# Salvelinus struanensis
Salvelinus struanensis és una espècie de peix de la família dels salmònids i de l'ordre dels salmoniformes.

## Hàbitat
Viu en zones d'aigües dolces temperades (57°N-56°N, 5°W-4°W).

## Distribució geogràfica
Es troba a Escòcia.